# Huỳnh Hữu Nghĩa
Huỳnh Hữu Nghĩa (?-1947) là một người lính Việt Nam tử trận trong Kháng chiến chống Pháp. Tên ông được đặt cho một trường học, một ngôi chợ và một thị trấn tại huyện Mỹ Tú, tỉnh Sóc Trăng, Việt Nam.

## Cuộc đời
Năm sinh của ông không rõ, chỉ biết ông xuất thân nông dân nghèo ở Kế Sách, Sóc Trăng.
Cách mạng tháng 8 nổ ra, ông gia nhập Việt Minh. Khi Pháp tái chiếm Nam Bộ, ông tham gia chiến đấu trong Vệ quốc đoàn, thuộc đơn vị bộ đội địa phương của tỉnh Sóc Trăng, làm đến chức Trung đội trưởng.
Ngày 29 tháng 4 năm 1947, khi trung đội ông đóng quân tại khu vực thị trấn Huỳnh Hữu Nghĩa ngày nay thì được lệnh tham gia phản kích chống lại một đơn vị quân Pháp (gồm 3 tiểu đội) từ đồn Bún Tàu đang tìm cách tấn công vào khu vực ngã tư Trà Cú Cạn, bấy giờ đang nằm trong vùng kiểm soát của Việt Minh. Đơn vị ông giao chiến với quân Pháp từ 10 giờ trưa đến 17 giờ chiều, cuối cùng cũng đánh lui đối phương, tiêu diệt khoảng 20 quân Pháp. Tuy nhiên, trung đội ông cũng tử trân 7 người, trong đó có cả Trung đội trưởng Huỳnh Hữu Nghĩa.
Để vinh danh ông và các đồng đội, ngày 19 tháng 5 năm 1947, chính quyền Việt Minh tỉnh Sóc Trăng đã lấy tên ông để đặt cho một ngôi chợ mới lập trong vùng. Đến năm 1975, huyện Mỹ Tú được thành lập, thị trấn huyện lỵ mới được thành lập cũng được đặt theo tên ông.